# Omfalió
Omfalió (en llatí Omphalion, en grec antic  ̓Ομφαλίων) fou un pintor que originalment era l'esclau i després llibert i deixeble de Nícies, el fill de Nicomedes.
Omfalió va pintar els murs del temple de la ciutat de Messene amb figures de personatges rellevants en les llegendes mitològiques del territori de Messènia. En parla Pausànias (Descripció de Grècia, IV. 31. § 9. s. 11, 12).